# سموذ كريمنال
سموذ كريمنال (بالإنجليزية: Smooth Criminal)‏ هي الأغنية المنفردة السابعة من ألبوم باد 1987 للمغني الأمريكي مايكل جاكسون. الأغنية تتحدث عن فتاة اسمها آني . بثت لأول مرة على شكل فيديو كليب في آوائل أكتوبر، وأصدرت كسينجل في 21 من أكتوبر 1988، وحلت في المركز السابع في جدول ترتيب بيلبورد هوت 100. تعتبر الأغنية من أنجح أعمال جاكسون مما جعلها تتضمن في عدة ألبومات تجمعية. وكانت الأغنية الرئيسية لفيلم مايكل جاكسون مون والكر.